# Vira Blåtira
Vira Blåtira är en läskedryck ursprungligen tillverkad och marknadsförd av bryggeriet Bryggeri AB Falken (numera en del av Carlsberg Sverige) under 1980-talet. 
Drycken, som lanserades 1984, har blå färg och smakar tutti frutti. Samtidigt lanserades de andra smakerna Halla Ballou, Kiviga Kruse, Hicka Persika och Halka Banalka, en serie läskedrycker med grälla färger, främst riktade till barn. En effekt av att dricka dessa läskedrycker var att tungan färgades i samma färg som läsken, något som inledningsvis användes i marknadsföringen. Till läskedryckerna gjordes ett grafiskt material av illustratören Maj Widell, där varje smak fick sin egen karaktär och dessa serietidningsartade figurer dök sedan upp i reklamserier i bland annat svenska serietidningar som Kalle Anka & Co.
År 1986 var Vira Blåtira Sveriges sjätte mest sålda läsk, men 1988 upphörde försäljningen. Den återlanserades 1997 utan större framgång och slutade åter säljas två år senare.
År 2010 återupptogs tillverkningen, denna gång av Vasa Bryggeri.

## Andra läskedrycker i samma serie
- Halla Ballou – hallonsmak, lanserad 1984
- Kiviga Kruse – kiwi- och krusbärssmak
- Hicka Persika – persikosmak
- Halka Banalka – banansmak
- Melina S. Portina – melonsmak
- Sola Mangola – mangosmak
- Orange Tangu – citrussmak
- Coola Boy - colasmak
- Zocke Zoda - sockerdricka (?)